# Todd (plaats)
Todd is een plaats in het Argentijnse bestuurlijke gebied Arrecifes in de provincie Buenos Aires. De plaats telt 726 inwoners.